# Putumayo (departament)
Putumayo – departament Kolumbii. Leży na południowym wschodzie kraju, graniczy z Ekwadorem i Peru. Stolicą departamentu Putumayo jest miasto Mocoa.
Nazwa putumayo pochodzi z języka keczua. Oznacza "tryskającą rzekę".

## Gminy
1. Colón
2. Mocoa
3. Orito
4. Puerto Asís
5. Puerto Caicedo
6. Puerto Guzmán
7. Puerto Leguízamo
8. San Francisco
9. Santiago
10. Sibundoy
11. Villagarzón